# Echo (družice)

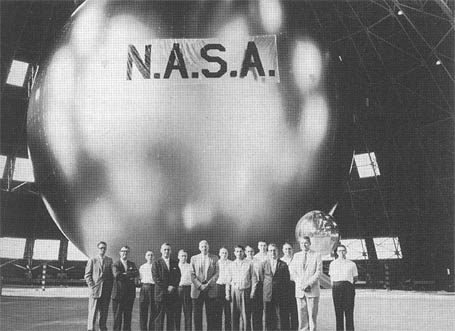
Družice Echo 1

Družice Echo byla historicky první komunikační družice vypuštěná z USA v roce 1960. Měla podobu balonu sloužícího jako reflektor, který odrazil vyslaný signál zpět na zemský povrch. Její hlavní význam spočíval v experimentálním ověření možnosti využívat umělé družice pro komunikaci mezi vzdálenými místy na Zemi.
Experimentální pasivní družice byla navržena v Bellových telefonních laboratořích od roku 1958. Balon měl průměr 30 m a byl vyroben z tenké polyesterové fólie (PET) opatřené odraznou hliníkovou vrstvou, tedy materiál obdobný izotermické fólii. Raketa Delta jej ve složeném stavu vynesla na nízkou oběžnou dráhu, kde byl nafouknut plynem.
První pokus o vynesení družice v květnu 1960 se nezdařil. Echo 1, označovaná proto také Echo 1A, byla  12. srpna 1960 úspěšně dopravena na orbitu. Vylepšená Echo 2 o průměru 40 m byla vypuštěna v roce 1964. Echo 1 shořela v atmosféře roku 1968, Echo 2 roku 1969.
Pro testování přenosu pomocí mikrovln byly využity dvě stanice, jedna umístěná v Holmdelu ve státě New Jersey na východním pobřeží USA a druhá v Mohavské poušti v Kalifornii na západním pobřeží.
Mikrovlnnou anténu v Holmdelu později využili Arno Penzias a Robert Wilson pro pozorování reliktního mikrovlnného záření, což byl klíčový důkaz na podporu teorie velkého třesku odměněný roku 1978 Nobelovou cenou za fyziku.